# Spirodela
Spirodela é um género de minúsculas plantas aquáticas pertencente à subfamília Lemnoideae (ex-família Lemnaceae) da família Araceae.

## Descrição
As espécies pertencentes ao género Spirodela passaram a ser consideradas parte da família Araceae desce a publicação do sistema APG II, sendo anteriormente consideradas como fazendo parte da família das Lemnaceae, actualmente considerada como a subfamília Lemnoideae daquela família.
As espécies de Spirodela são pequenas plantas talosas flutuantes, geralmente ocorrendo em pequenos grupos de duas a cinco plantas que em geral permanecem ligadas entre si. As plantas são talos achatados verdes, mas podem ter a face inferior castanha ou avermelhada, dos quais emergem múltiplas raízes (7 a 12 por talo). As espécies de Spirodela são maiores (10 mm) que as de Lemna (2–5 mm, e apenas uma raiz por talo).
Algumas espécies de Spirodela invernam como turiões, uma forma dormente desprovida de bolsas de ar que se afunda e permanece junto ao lodo do fundo durante o inverno. Na primavera os turiões libertam gases no interior dos tecidos e sobem até à superfície, onde germinam e formam novas populações.
Espécies de Spirodela formam frequentemente tapetes flutuantes sobre a superfície de lagoas e outros corpos de água estagnada, muitas vezes em conjunto com espécies dos géneros Lemna e Wolffia.
O géneros tem virtualmente distribuição cosmopolita. Landoltia punctata é frequentemente referida como Spirodela punctata.

## Espécies
O género Spirodela inclui as seguintes espécies:
- Spirodela oligorrhiza (Kurz) Hegelm. - África, Austrália, sul da Ásia
- Spirodela polyrhiza (L.) Schleid. - cosmopolita
- Spirodela sichuanensis M.G.Liu & K.M.Xie - sul da China

A espécie Spirodela punctata (G.Mey.) C.H.Thomps., nativa da América do Sul, América Central e Índias Ocidentais, foi movida para o género monotípico Landoltia como Landoltia punctata.